# Semiothisa fieldi
Semiothisa fieldi är en fjärilsart som beskrevs av Louis W. Swett 1916. Semiothisa fieldi ingår i släktet Semiothisa och familjen mätare. Inga underarter finns listade i Catalogue of Life.